# Asplenium haurakiense
Asplenium haurakiense är en svartbräkenväxtart som först beskrevs av Patrick J. Brownsey, och fick sitt nu gällande namn av Fletcher Ogle. Asplenium haurakiense ingår i släktet Asplenium och familjen Aspleniaceae. Inga underarter finns listade.